# بول أوتيليني
بول أوتيليني (بالإنجليزية: Paul Otellini)‏ (12 أكتوبر 1950 – 2 أكتوبر 2017) هو رجل أعمال من الولايات المتحدة الأمريكية . ولد في سان فرانسيسكو .

## التعليم
تعلم في University of San Francisco، وجامعة كاليفورنيا، بركلي، وHaas School of Business

## مناصب وهيئات
أدار إنتل.

## روابط خارجية
- بول أوتيليني على موقع الموسوعة البريطانية (الإنجليزية)
- بول أوتيليني على موقع مونزينجر (الألمانية)
- بول أوتيليني على موقع إن إن دي بي (الإنجليزية)